# Moonsorrow
A Moonsorrow egy finn folk-metal zenekar Helsinkiből. Nevüket egy Celtic Frost szám (Sorrows of the Moon) alapján alkották.
A zenekart 1995-ben alapította két unokatestvér, Ville Sorvali és Henri Sorvali. A kezdetekkor még black metalt játszottak, ám ebbe folyamatosan népies elemek kerültek bele, majd ezt a Verisäkeet című lemezükre egy zömében 15-20 perces dalokból álló, progresszív irányba fejlesztették tovább. 2012 áprilisában jelentették be, hogy az egyik legnagyobb metalzenei kiadóhoz, a Century Media Recordshoz szerződtek.
A Moonsorrowról jelenleg Home of the Wind címmel egy dokumentumfilm van készülőben, melynek előzetesei itt láthatók.

## Tagok
- Ville Sorvali – hörgés, basszusgitár (1995–től)
- Henri Sorvali – gitár, tiszta ének (1995–től)
- Marko Tarvonen – dobok (1999–től)
- Mitja Harvilahti – gitár (2001–től)
- Markus Eurén – szintetizátor (2001–től)

### Koncertzenészek
- Janne Perttilä – gitár, ének (2002–től)
- Markus Eurén – szintetizátor (2000–2001)
- Waltteri Väyrynen – dobok, ének (2016)

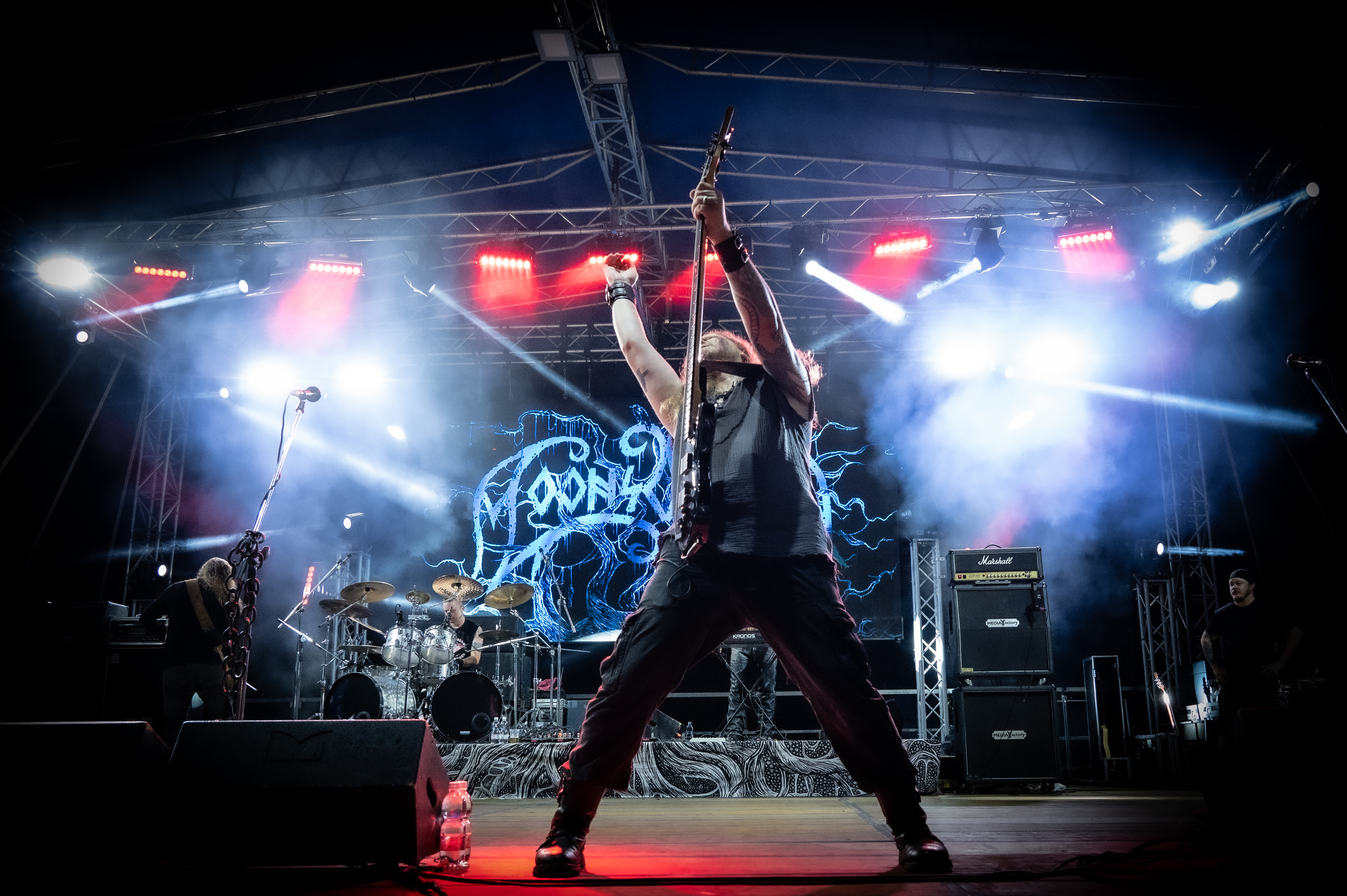
A Moonsorrow 2024-ben

## Diszkográfia

### Nagylemezek
- Suden uni (2001, 2003)
- Voimasta ja kunniasta (2001)
- Kivenkantaja (2003, 2008)
- Verisäkeet (2005)
- V: Hävitetty (2007)
- Varjoina kuljemme kuolleiden maassa (2011)
- Jumalten aika (2016)

### Egyéb
- Tulimyrsky (EP, 2008)
- Heritage: 1995-2008 – The Collected Works (Box set, 2014)
- Soulless / Non Serviam (kislemez, 2016)

### Demók
- Thorns of Ice (1996 – nem került kiadásra)
- Metsä (1997 – nem került kiadásra)
- Promo (1997)
- Tämä ikuinen talvi (1999, 2001)